# Andrea di Vanni
Andrea di Vanni of voluit Andrea di Vanni d'Andrea Salvani afkomstig uit Siena was een Italiaanse schilder en politicus uit de 14e eeuw die actief als schilder was tussen 1351 en 1414, voornamelijk in Siena.

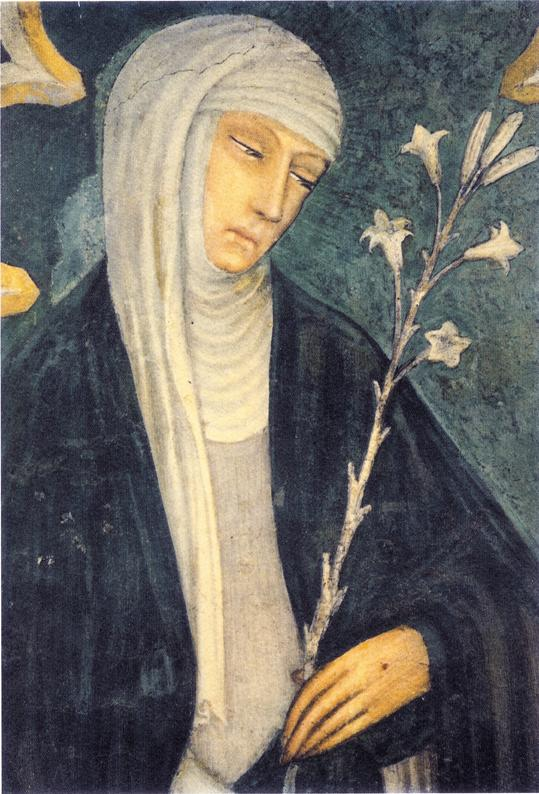
Portret van de heilige Catharina van Siena, ca. 1400, Sint-Dominicusbasiliek (Siena)

## Biografische elementen
Er zijn weinig of geen biografische gegevens omtrent Vanni, die door documenten gestaafd worden maar vrij algemeen wordt als geboortedatum ca. 1332 opgegeven en als overlijdensjaar 1414. Hij was de zoon van Vanni di Andrea en Giacoma di Vannuccio die in 1329 gehuwd waren. In 1357 werd hij opgenomen in de Consiglio Generale, wat betekent dat hij dan volwassen was, waaruit een geboortedatum van ca. 1330 werd afgeleid. Hij had nog twee broers Francesco en Cristoforo die ook schilderden. Zijn dood omstreeks 1414 werd niet geregistreerd in het overlijdensregister van de San Domenico in Siena, waar het familiegraf zich bevond en waar zijn broers al begraven waren, men denkt dan ook dat hij niet in Siena overleed, maar redelijk ver van de stad verwijderd. In de jaren 1370 raakte hij bevriend met de heilige Catharina van Siena van wie hij een fresco schilderde in de Capelle delle Volte in de Sint-Dominicusbasiliek (Siena).

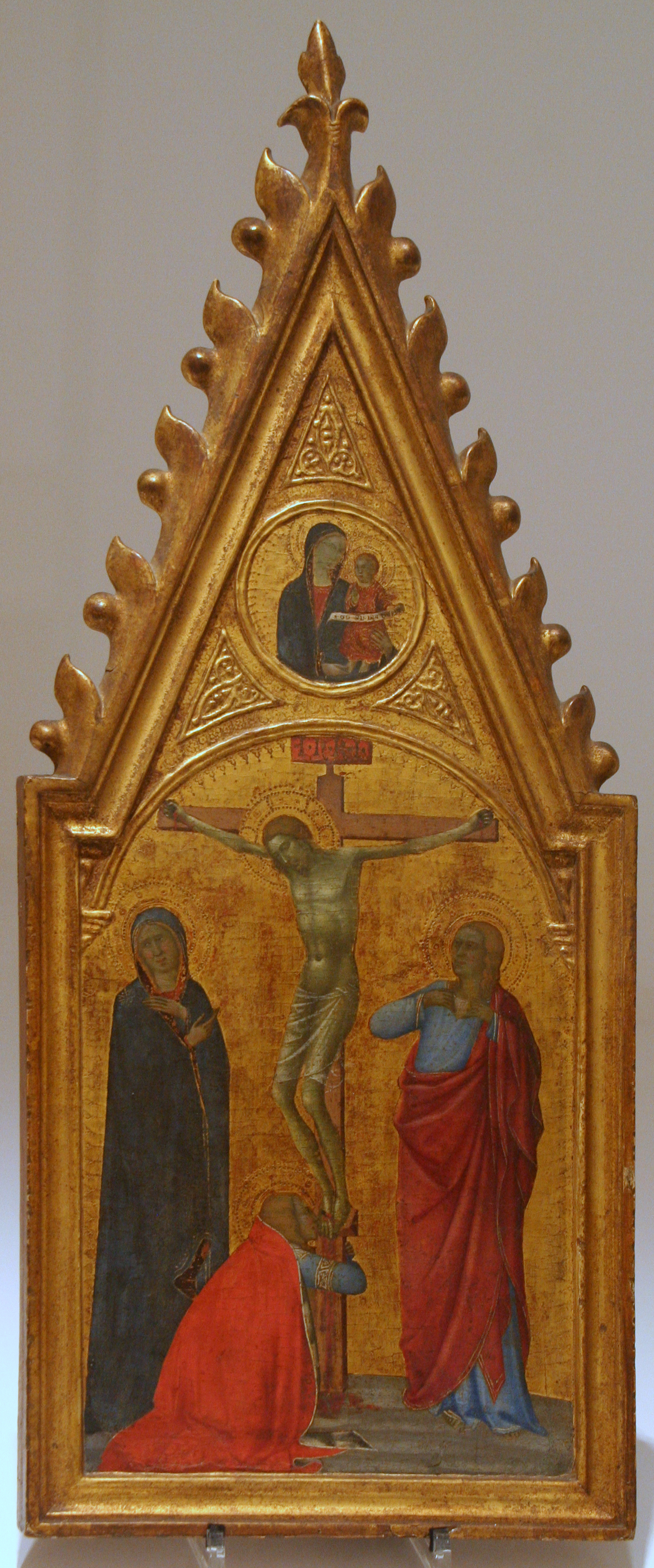
Kruisiging met Maria en kind in medaillon, Bonnefantenmuseum, Maastricht

## Politieke loopbaan
Zijn politieke loopbaan wordt door tientallen documenten gedocumenteerd en is dus zeer goed gekend. Hij was een belangrijk lid van de “Riformatori” die Siena regeerden van 1368 tot 1385. In 1363 kwam hij samen met Francesco Matarazzi in opstand tegen de nieuw verkozen podestà van Siena. In 1364 werd hij benoemd tot slotvoogd van het fort van Montalcino en in 1368 helpt hij mee aan het verjagen van de edelen van het “Governo dei Tredici” uit het bestuur. In 1370 maakte hij deel uit van de “Gran Consiglio della Repubblica” (grote raad van de republiek) en in 1371 was hij gonfaloniere van het Terzo di San Martino en in 1372 was hij opnieuw lid van de grote raad. Uit hetzelfde jaar blijkt uit een brief die hij verstuurde uit Pisa dat hij op weg was naar Avignon voor een ambassademissie bij paus Gregorius XI. In 1376 was hij directeur van het “Opera del duomo” (kerkfabriek van de kathedraal) en belast met de controle van de biccherna. In 1378 is hij verantwoordelijk bij de verkiezing van de senatoren en in 1379 wordt hij benoemd tot Capitano del Popolo. In 1380 zetelde hij nogmaals in de Gran Consiglio en tussen 1383 en 1385 verbleef hij in Napels als ambassadeur.

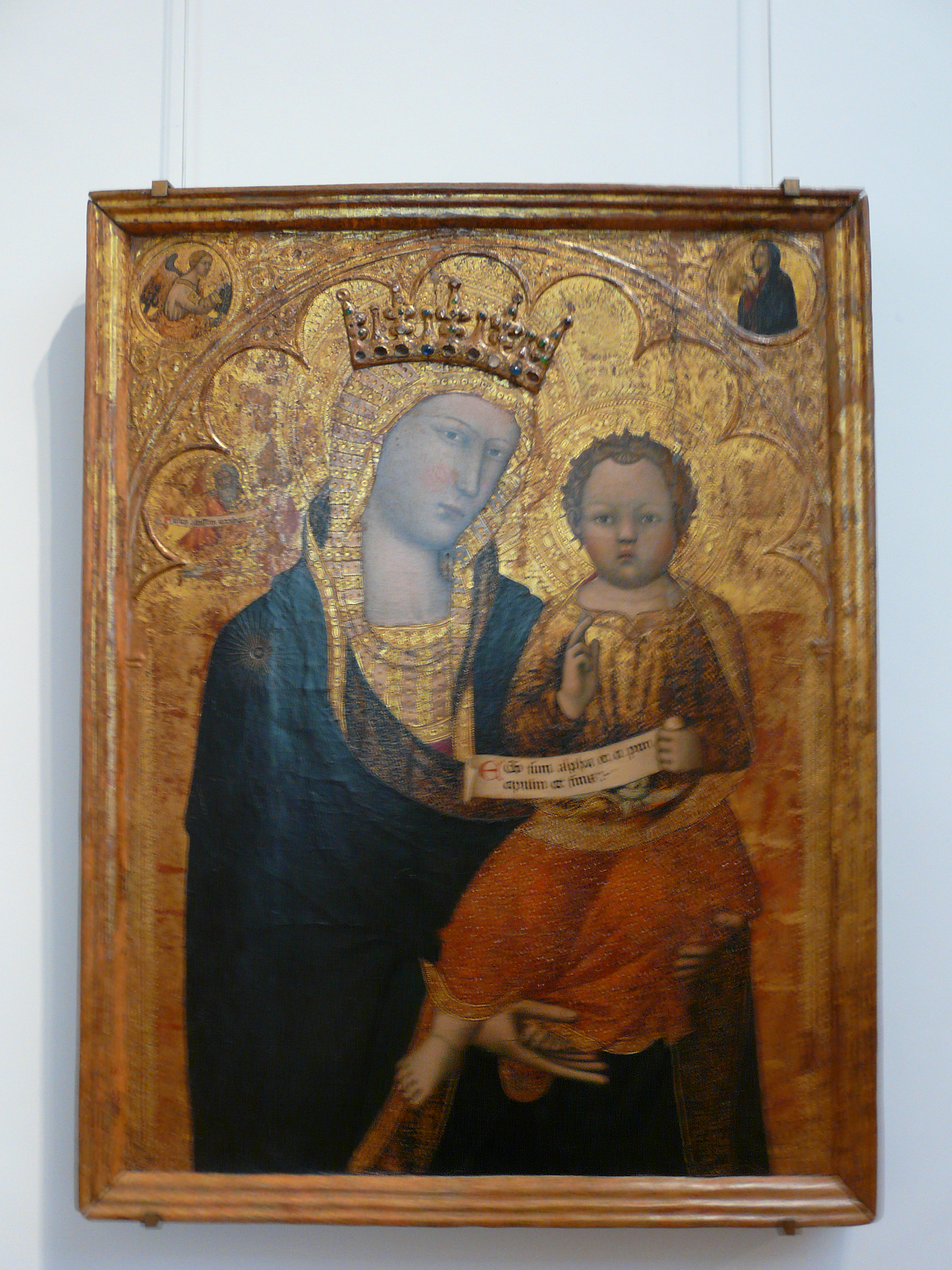
Madonna met Kind, Uffizi, Florence

## Schildersloopbaan
De eerste referentie naar artistieke activiteit gaat terug naar 21 juli 1351 met de registratie van de betaling voor de versiering van twee kleine kistjes, die hij uitvoerde voor het Palazzo Pubblico, de zetel van de Sienese regering. Twee jaar later, op 3 december 1353 ging hij een partnerschap aan met Bartolo di Fredi (c. 1330–1410), ze huurden samen een atelier. Dit partnerschap duurde twee jaar. We weten ook dat hij samenwerkte met zijn broers en met Antonio Veneziano. Hij was lid van de Arte dei Pittori (het schildersgilde van Siena) in wiens archieven hij is genoteerd vanaf 1356, maar ook voorkomt in de lijsten van 1363, 1389, 1394 en 1402.
Zoals de meeste kunstenaars van zijn tijd werkte Andrea in verschillende media en maakte hij kleine en grote werken. Hij schilderde zowel paneelschilderijen als polyptieken, fresco’s, beelden en miniaturen. Vanni was minder bekend als schilder dan zijn tijdgenoten, en zijn werk was sterk beïnvloed door de werken van Sienese schilders uit de eerste helft van de veertiende eeuw zoals Lippo Memmi, Simone Martini en de Lorenzetti broers Pietro en Ambrogio.
Men weet uit de documenten over zijn politieke loopbaan dat hij frequent reizen maakte door het Sienese territorium en dat hij op verschillende plaatsen schilderde. Tijdens zijn verblijf in Napels heeft hij ook daar geschilderd en hij zou ook geschilderd hebben op Sicilië.

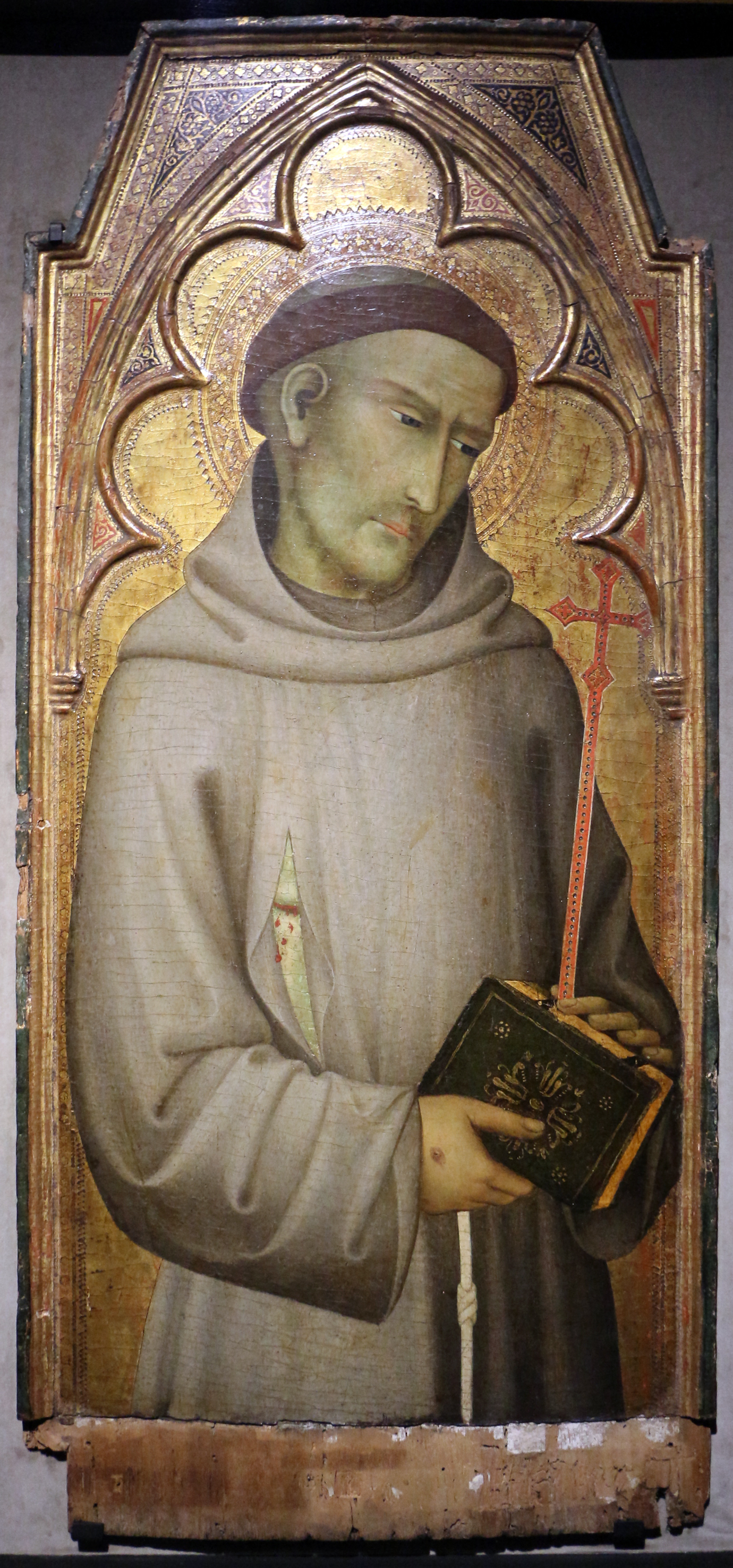
Franciscus van Assisi, Lindenau-Museum, Altenburg

## Werken
Als een van zijn bijzondere werken wordt dikwijls de Madonna met Kind en heiligen met op de predella scènes uit het leven van de heilige Stefanus van Giovanni di Paolo vermeld. Het is een laat werk (ca. 1400), een goed voorbeeld van zijn late stijl en het werd gemaakt voor de Santo Stefano alla Lizza in Siena. Andere belangrijke werken zijn panelen van een polyptiek van de passie bewaard in Sint-Petersburg (Hemelvaart van Christus, Hermitage) en in Washington (Gebed in de Olijfhof, Kruisiging, Nederdaling ter helle, The Corcoran Gallery of Art, Washington). De triptiek van de Kruisiging met heiligen, bewaard in het Isabella Stewart Gardner Museum, Boston Massachusetts en een zeer gelijkaardig werk bewaard in de Pinacoteca Nazionale di Siena horen eveneens bij het belangrijke werk. Het fresco van de heilige Catharina van Siena in de Capelle delle Volte van de San Domenico basiliek is ook een van zijn bekende werken. 
Het paneel met Jacobus de Meerdere, nu in het Museo di Capodimonte in Napels, is een deel van een polyptiek die hij schilderde voor de kapel van Casaluce in Aversa bij Napels. Een ander deel hiervan, een Franciscus van Assisi wordt bewaard in het Lindenau-Museum te Altenburg. Ook in de rijkscollectie bevindt zich een Kruisiging met Johannes en Maria Magdalena en een Madonna met kind bovenin, in bruikleen in het Bonnefantenmuseum in Maastricht.
Verschillende werken bevinden zich nog steeds in Siena, maar hiernaast zijn er nog een behoorlijk aantal werken verspreid over verscheidene musea in Europa en de Verenigde Staten (zie weblinks). 

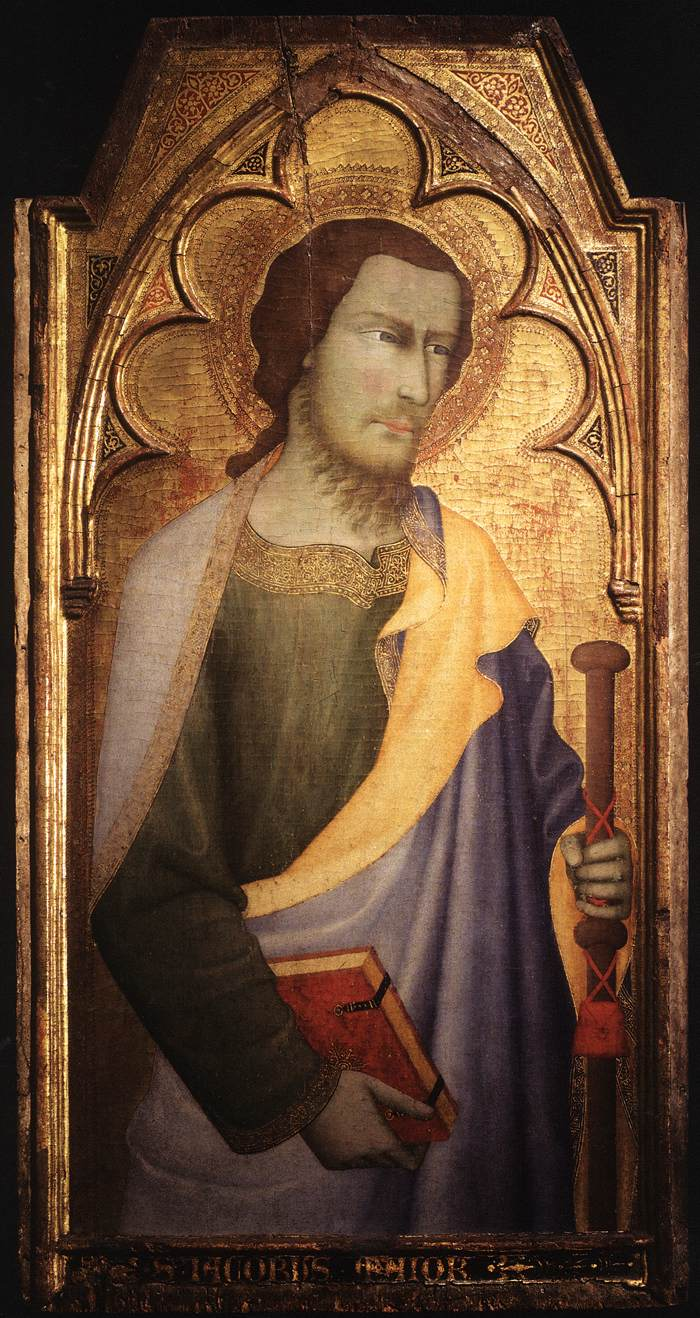
Jacobus de Meerdere, Museo e Gallerie Nazionali di Capodimonte in Napels

## Stijlkenmerken
Uit zijn stijl zou blijken dat hij een leerling was van Barna da Siena of alleszins zeer sterk was beïnvloed door diens stijl die aansloot bij die van Simone Martini. In zijn beste schilderijen toont de kunstenaar lineaire elegantie, gebruikt hij een rijke chromatiek en schildert met een zeer delicate emailtechniek (over mekaar aanbrengen van verschillende doorzichtige kleurlagen). De enigszins systematische verlenging waarmee hij zijn personages afbeeldde (Sint-Catharina van Siena, fresco in Basilica di S. Domenico, Siena), en de steeds meer geaccentueerde minachting voor het gebruik van modelé,  geven aan veel van zijn werk, vooral het latere zoals de polyptiek in de S. Stefano in Siena, een vrij expressieloze stijfheid.

## Web links
- Fondacione Fedserico Zeri, Università di Bologna, lijst met werken.

- Andrea di Vanni op de Web Gallery of Art.

- Bibliothèque nationale de France: cb149665052 (data)
- Gemeinsame Normdatei: 136637140
- International Standard Name Identifier: 0000 0000 8378 1375
- Library of Congress Control Number: nr91028537
- Nationale Bibliotheek van Letland: 000244230
- RKD-Nederlands Instituut voor Kunstgeschiedenis: 79404
- Système universitaire de documentation: 237231360
- Union List of Artist Names: 500031690
- Virtual International Authority File: 44573230
- WorldCat: E39PCjJT7D4967FhfwHf9C98T3